# Limnonectes acanthi
Espèce
Synonymes
- Rana acanthi Taylor, 1923

Statut de conservation UICN

 NT  : Quasi menacé
Limnonectes acanthi est une espèce d'amphibiens de la famille des Dicroglossidae.

## Répartition
Cette espèce est endémique des Philippines. Elle se rencontre dans les îles de Balabac, de Busuanga, de Culion, de Moro et de Palawan.

## Description
Limnonectes acanthi mesure de 61,0 à 75,2 mm.

## Publication originale
- Taylor, 1923 : Additions to the herpetological fauna of the Philippine Islands, III. Philippine Journal of Science, vol. 22, p. 515-557 (texte intégral).